# Curtiss A-12 Shrike
Curtiss A-12 Shrike (Curtiss Model 60) – amerykański samolot szturmowy z lat 30. XX wieku.  Zaprojektowany w zakładach Curtiss Aeroplane and Motor Company samolot był wersją rozwojową wcześniejszego Curtiss YA-10 ze zmienionym silnikiem i drobnymi zmianami konstrukcyjnymi.  Shrike był podstawowym samolotem szturmowym United States Army Air Corps (AAF) końcowego okresu lat 30.  Dziewięć A-12 służyło jeszcze w bazie Hickam Field w grudniu 1941 w czasie japońskiego ataku na Pearl Harbor, ale nie wzięły one udziału w walkach.  Samoloty tego typu używane były także przez Siły Powietrzne Republiki Chińskiej.

## Historia
Samolot powstał jako wersja rozwojowa samolotu YA-10, który z kolei był wersją rozwojową wcześniejszego Curtissa YA-8.  We wrześniu 1932 pierwszy ze zbudowanych YA-8, numer seryjny 32-344, został przebudowany z silnikiem gwiazdowym Pratt & Whitney R-1690-9 (R-1690D) i otrzymał oznaczenie Curtiss YA-10.  Po zakończeniu testów, w praktycznie niezmienionej formie, wszedł do produkcji jako Curtiss A-12 Shrike.
W 1933 AAF zamówił 46 samolotów A-12 (numery seryjne 33-212/257) w które wyposażono 3rd Attack Group.  Po zakończeniu produkcji dla AAF w zakładach Curtissa opracowano wersję eksportową samolotu która nie różniła się znacząco od wersji A-12 dla AAF.  Samolot znany po prostu jako Export Shrike był oferowany do sprzedaży jako dwumiejscowy samolot obserwacyjny, dwumiejscowy samolot szturmowy i lekki bombowiec.  w 1936 dziesięć samolotów zostało zakupionych przez Siły Powietrzne Republiki Chińskiej, w późniejszym czasie zakupiono jeszcze dziesięć dodatkowych samolotów tego typu.  Chińskie Shrike'i brały udział w pierwszej fazie wojny chińsko-japońskiej.

## Opis konstrukcji
Samolot Curtiss A-12 Shrike, był jednosilnikowym dolnopłatem o konstrukcji całkowicie metalowej ze skrzydłem z zastrzałami i usztywniającymi linkami.
Kadłub samolotu składał się z dwóch części, przednia część kadłuba, kończąca się za skrzydłem, miała konstrukcję kratownicową, a tylna skorupową; część silnikowa była osobną częścią konstrukcji, przymocowana była do kadłuba czterema kołkami stożkowymi.
Do głównej, kratownicowej części kadłuba, przymocowane była sztywna, wolnonośna część skrzydła do której od dołu przymocowane było podwozie główne samolotu.  Do „kikuta” skrzydeł przymocowane były „skrzydła właściwe” które były dodatkowo, zewnętrznie usztywniane linkami przymocowanymi od góry do kadłuba, a od dołu do owiewek podwozia.
Skrzydła były wyposażone w klapy i sloty.  Umieszczone na łożyskach kulkowych sloty otwierały się automatycznie przy dużych kątach natarcia samolotu.  Klapy operowane były przez pilota i mogły być wychylane do 35°.
Duże koła podwozia o średnicy 31 cali (79 cm) były prawie całkowicie osłonięte dużymi, aerodynamicznymi owiewkami w których znajdowały się także po dwa, nieruchome karabiny maszynowe.
Uzbrojenie samolotu stanowiło pięć karabinów maszynowych Browninga kalibru 7,62 mm; cztery nieruchome, umieszczone po dwa w każdej owiewce podwozia i jeden ruchomy obsługiwany przez strzelca/obserwatora.  Nieruchome karabiny w podwoziu zamontowane były jeden nad drugim, lufa dolnego karabinu była ustawiona nieco w lewą stronę, zapas nabojów wynosił 600 sztuk na każdy karabin.  Zapas amunicji do karabinu strzelca także wynosił 600 sztuk i znajdował się w sześciu magazynka po sto nabojów każdy.
Samoloty mogły przenosić do dziesięciu 30-funtowych bomb (13 kg) przenoszonych wewnątrz kadłuba, w luku bombowym mieszczącym się tuż za kabiną pilota.  Samolot mógł być także wyposażony w zewnętrzny wyrzutnik bomb który mógł przenosić do czterech bomb 122-funtowych (55,3 kg).
Załogę samolotu stanowił pilot i obserwator/strzelec znajdujący się w osobnych, zamkniętych kokpitach.

## Użytkownicy

### United States Army Air Corps/Army Air Force

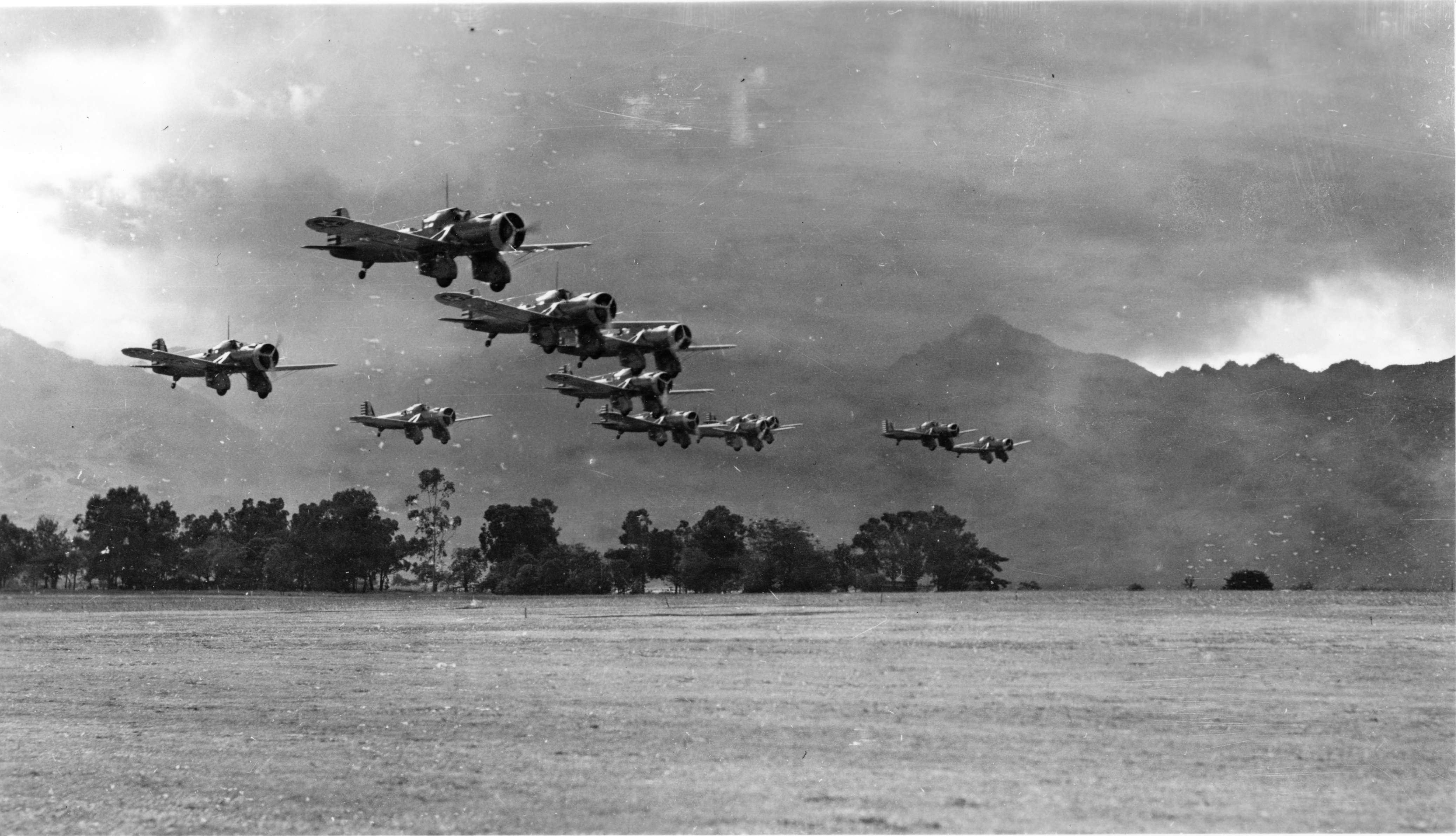
Samoloty na ćwiczeniach na Hawajach

Pierwszy A-12 (numer seryjny 33-212) został dostarczony do bazy Wright Field 21 listopada 1933 gdzie pozostał do końca służby, został złomowany 8 października 1936 po wylataniu 312 godzin.  Drugi A-12 (33-213) został dostarczony do Edgewood Arsenal 23 listopada, a trzeci samolot (33-214) został przekazany do Aberdeen Proving Ground 29 listopada.
Pozostałe 43 samoloty zostały dostarczone do 3rd Attack Group stacjonującej wówczas w Ford Crockett pomiędzy 14 grudnia 1933 (33-215) a 20 lutego 1934 (33-256).  Pierwszym dywizjonem który został wyposażony w A-12 był 13th Attack Squadron.
Wkrótce po wejściu do służby, dwa A-12 zostały stracone - 33-240 został całkowicie rozbity przy lądowaniu, a 33-243 przymusowo lądował w bagnie 17 stycznia 1934 i wkrótce po tym został złomowany.
Kiedy w lutym 1934 rząd amerykański anulował wszystkie kontrakty na dostawę poczty lotniczej, tzw. Air Mail scandal, zadanie przewozu przesyłek lotniczych zostało przekazane USAAC.  W tym czasie 41 samolotów A-12 i dwa samoloty z Aberdeen i Edgewood używane były jako samoloty pocztowe.  W tej roli, do przewożenia poczty używany był tylny kokpit który został wyposażony w zamykaną pokrywę.  W trakcie ich służby cywilnej stracono dwa A-12, pierwszy z nich (33-244) rozbił się z powodu złych warunków atmosferycznych w pobliżu Oakley zabijając dwie osoby (w tym pilota Jeana D. Greniera którego nazwiskiem w późniejszym czasie nazwano Grenier Air Force Base), drugi (33-246) rozbił się 30 marca w pobliżu Clinton zabijając podporucznika J. A. Warda.
W maju 1934 większość A-12 powróciło do Fort Crockett (cztery wróciły w czerwcu, a jeden uszkodzony 2 kwietnia powrócił dopiero w listopadzie).  Samoloty otrzymały wówczas nowe numery identyfikacyjne bazujące na dwóch ostatnich cyfrach ich numerów seryjnych - samoloty z numerami 17-29 i 48 służyły w 13 Dywizjonie, numery 30-41 zostały przekazane do 8 Dywizjonu, a 42-56 do 90 Dywizjonu.  Przynajmniej trzy samoloty były przekazane do bezpośredniej dyspozycji sztabu.
5 listopada 1934 A-12 numerem seryjnym 33-250 został rozbity przy lądowaniu, w wypadku zginął pilot pułkownik Hickham.
Przynajmniej kilka A-12 brało udział w manewrach zimowych w lutym 1935, jedne z nich został wyposażony w tymczasowe podwozie nartowe.
W lutym 1935 3 Grupa Szturmowa została przeniesiona do bazy Barksdale Field w Luizjanie, gdzie używała pozostałych A-12 do połowy 1936 kiedy zaczęto je zastępować samolotami Northrop A-17.  Do ich wycofania ze służby w 3 Grupie, już po wypadku pułkownika Hickhama, rozbito jeszcze trzy samoloty.  Pozostałe 35 zostały wyremontowane i przekazane do czterech baz lotniczych.
Dziewięć A-12 przekazano do Air Corps Tactical School w bazie Maxwell Field w Alabamie, jeden A-12 został przydzielony do Edgewood Arsenal zastępując wcześniejszy samolot tamtej bazy, dziesięć zostało przydzielonych do Kelly Field w Teksasie gdzie używane były jako samoloty szkolenia zaawansowanego, ostatnich piętnaście samolotów weszło na wyposażanie stacjonującego na Hawajach 26th Attach Squadron.
W 1937 cztery A-12 z Maxwell Field i jeden z Aberdeen zostały przekazane na Kelly Field gdzie stanowiły wyposażenie, wraz z wcześniejszymi A-8, 37th Attack Squadron.
Do piętnastu samolotów przekazanych na Hawaje w 1936, rok później dołączyło jeszcze sześć maszyn - pięć z Maxwell i jedna z Edgewood.  Hawajskie A-12 stacjonowały początkowo w bazie Wheeler Field, około 1940 zaczęto je przenosić do Hickham Field.  Samoloty rozpoczęto wycofywać ze służby w 1940, ale dziewięć z nich było jeszcze na służbie 7 grudnia 1941 w czasie japońskiego ataku na Pearl Harbor, żaden z nich nie wziął udziału w walce.
Z dziewięciu samolotów, jeden został złomowany w maju 1942, a osiem powróciło do Stanów Zjednoczonych gdzie były używane do celów instruktażowych.  Ostatni z nich (33-227) został przekazany do Chanute Field 15 września, miał wylatanych 2029 godzin.
Szesnaście A-12 które pozostały w kontynentalnych Stanach Zjednoczonych zostały złomowane do końca 1942.

### Siły Powietrzne Republiki Chińskiej

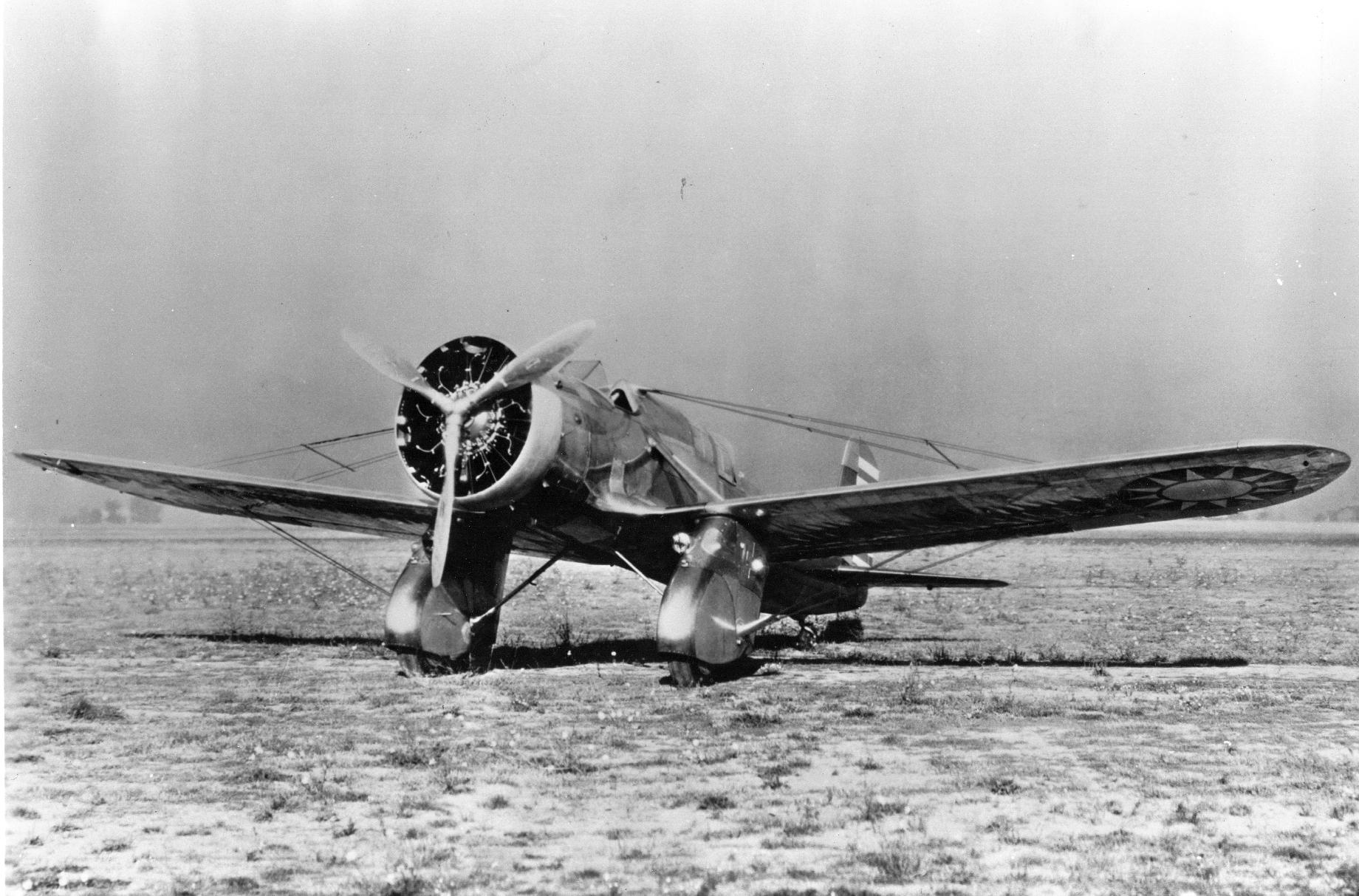
Chiński Export Shrike

W 1936 dziesięć samolotów w wersji Export Shrike, z silnikami o większej mocy i aparatami fotograficznymi o masie 33 kilogramów zostały zakupione przez Siły Powietrzne Republiki Chińskiej.  Samoloty zostały dostarczone drogą morską do Hangzhou, po ich złożeniu i oblataniu zamówiono dziesięć następnych samolotów tego typu.  Wszystkie chińskie Shrike'i używane były w roli samolotów szturmowych.
Samoloty były użyte bojowo pierwszej fazie wojny chińsko-japońskiej, najprawdopodobniej wszystkie zostały stracone w czasie pierwszego roku konfliktu.

## Dane taktyczno-techniczne
|                            | XA-8            | YA-8/Y1A-8/A-8 | Y1A-8A/A-8A | A-12              | Export Shrike      |
| -------------------------- | --------------- | -------------- | ----------- | ----------------- | ------------------ |
| Silnik                     | Curtiss V-1570C | V-1570C/F      | GIV-1570F   | Wright YR-1820-21 | Wright SR-1820F-52 |
| Moc silnika (KM)           | 600             | 600            | 675         | 670               | 775                |
| Rozpiętość skrzydeł (m)    | 13,41           | 13,41          | 13,41       | 13,41             | 13,41              |
| Długość (m)                | 9,95            | 9,75           | 9,75        | 9,82              | 9,57               |
| Wysokość (m)               | 2,74            | 2,74           | 2,74        | 2,74              | 2,74               |
| Powierzchnia skrzydeł (m2) | 23,78           | 23,78          | 23,78       | 26,38             | 26,38              |
| Masa własna (kg)           | 1666            | 1774           | 2000        | 1768              | 1825               |
| Masa startowa (kg)         | 2499            | 2671           | 2851        | 2611              | 2687               |
| Prędkość maksymalna (km/h) | 316,71          | 294,50         | 291,29      | 284,36            | 292,90             |
| Prędkość przelotowa (km/h) | 268,75          | 246,22         | 251,05      | 243,00            | 275,19             |
| Prędkość wznoszenia (m/s)  | 6,42            | 6,73           | -           | 5,94              | -                  |
| Pułap operacyjny (m)       | 6035            | 5517           | 5181        | 4618              | 6309               |
| Zasięg (km)                | 760             | 772            | 724         | 838               | 774                |